# Engoulevent à épaulettes noires
Caprimulgus nigriscapularis
Espèce
L'Engoulevent à épaulettes noires (Caprimulgus nigriscapularis) est une espèce d'oiseaux de la famille des Caprimulgidae.

## Répartition
Cette espèce vit en Afrique.